# Pfaffen-Schwabenheim
Pfaffen-Schwabenheim település Németországban, Rajna-vidék-Pfalz tartományban. Lakosainak száma 1506 fő (2023. december 31.).

## Népesség
A település népességének változása:
| Lakosok száma | 820  | 1324 | 1329 | 1524 | 1519 | 1506 |
|               | 1975 | 2017 | 2019 | 2021 | 2022 | 2023 |